# Mark 27 (核爆弾)
Mark 27はアメリカ合衆国が開発した核爆弾。アメリカ海軍向けの核兵器であり、ほぼ同等の核弾頭であるW27もレギュラス艦対地ミサイル用に生産された。
Mark 27はローレンス・リバモア国立研究所の前身であるカリフォルニア大学放射線研究所(UCRL)で1950年代に開発が行われた。ロスアラモス国立研究所のMark 28との競争開発であり、Mark 28よりも大威力であった。
Mark 27の大きさは直径30インチ、長さ125-142インチ、重量は3,150-3,300ポンド。後部に安定翼のついた魚雷型の形状である。水素爆弾であり核出力は2Mt。W27は直径30.25-31インチ、長さ75インチ、重量2,800ポンド。信管は触発および空中爆発が採用された。1958年から1959年にかけて生産され、Mark 27は700発、W27は20発が生産された。どちらも1962年から退役が開始され、1965年には退役した。